# الكلب الأصغر (كوكبة)

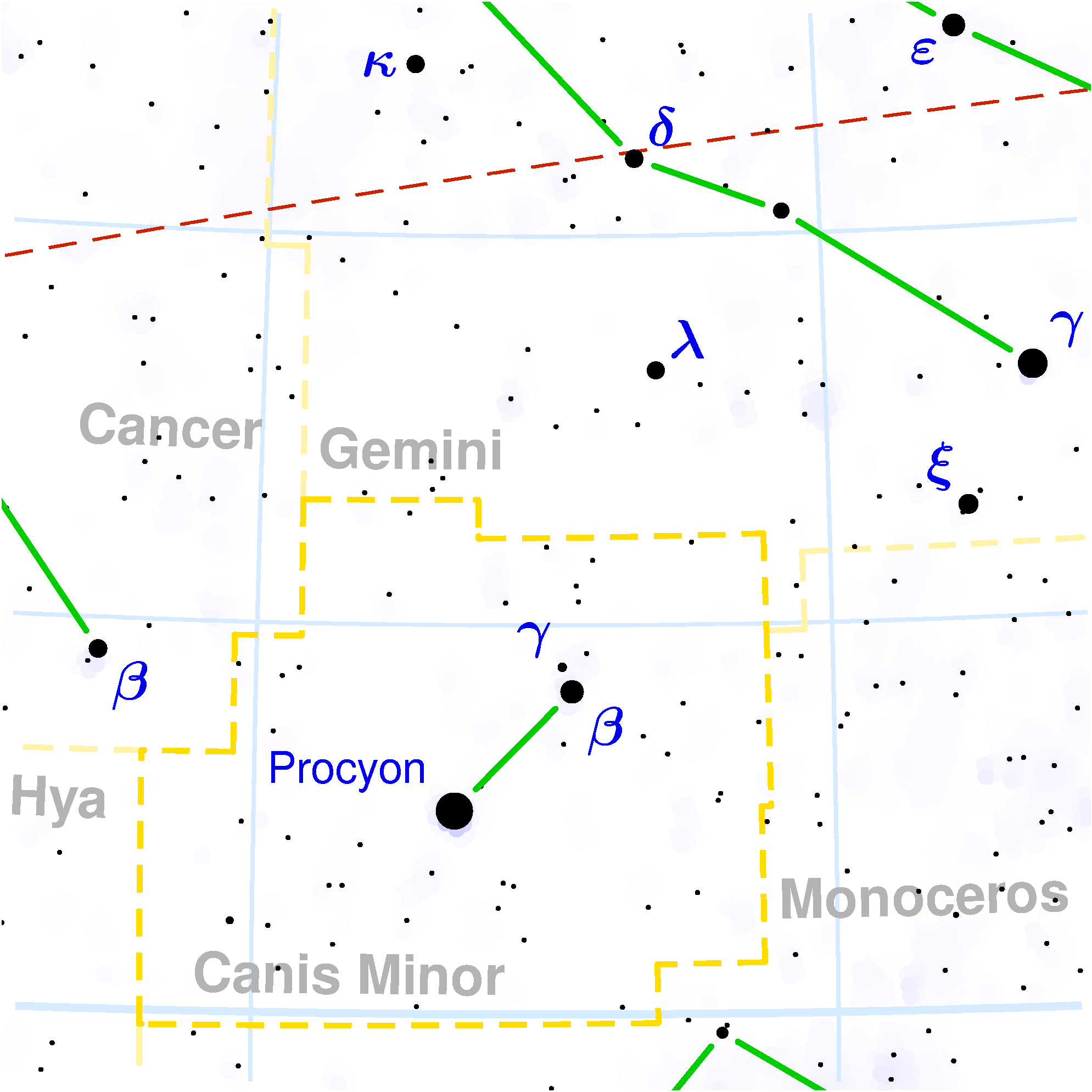
كوكبة الكلب الأصغر ويرى فيه "الشعرى الشامية" Procyon

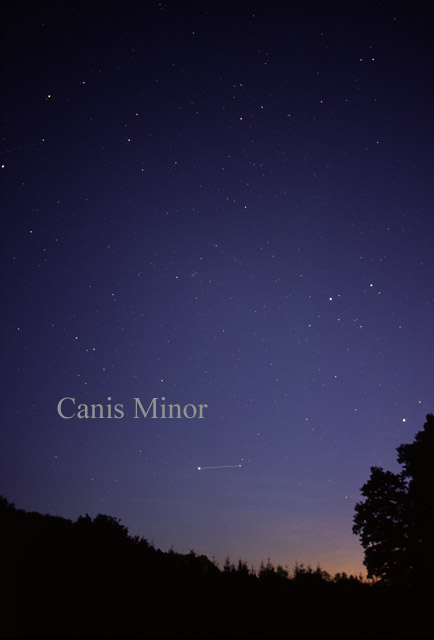
كوكبة الكلب الأصغر كما ترى بالعين المجردة

الكلب الأصغر هي كوكبة صغيرة في نصف الكرة السماوية الشمالي تتألف من نجمين فقط، أحدهما نجم ساطع جدا ذو لون أبيض مصفر، (ألفا الكلب الأصغر)، ويطلق عليه العرب اسم الشعرى الشامية، ويسمى الغميصاء أيضا كما ذكره الصوفي، والآخر (بيتا الكلب الأصغر) نجم خافت أسمه مرزم الغميصاء، وهي من نجوم الشتاء وتغطي الكوكبة مساحة سماوية تبلغ نحو 183 درجة مربعة، وهذه الكوكبة معروقة منذ القدم حيث ذكرها كلاوديوس بطليموس في كتابه المجسطي ووصفها الفلكي عبد الرحمن بن عمر الصوفي في كتابه صور الكواكب الثمانية والأربعين بقوله: (وهما كوكبان بين النيرين اللذين هما على راس التوأمين وبين النير العظيم الذي على فم الكلب الأكبر يتاخر عنهما إلى المشرق).
وتقع هذه الكوكبة إلى جهة الشمال الشرقي من كوكبة الكلب الأكبر، وتعدّ كوكبة الكلب الأصغر هي أصغر الكلبين فالثانية تسمى الكلب الأكبر، فتظهر كوكبة الكلب الأصغر في السماء بعد ظهور كوكبة الجبار وكوكبة الكلب الأكبر بقليل.